# Juicio del Zelo
Entre los judíos se llamaba Juicio del Zelo, aquella especie de tumulto popular con que algunas veces se arrojaban de tropel contra el que blasfemaba o cometía un acto de idolatría, aplicándole la penas que preveían las leyes sin ninguna forma de juicio.
Cuando la Judea llegó a formar una parte del Imperio Romano, los romanos les quitaron la facultad de matar a nadie sin sentencia expresa del juez competente y algunos creen que el derecho que autorizaba el juicio del zelo estaba fundado sobre el ejemplo de Phines, hijo de Eleazar, el cual mató de un golpe de azagaya a un israelita y a una mujer pública de Madian, a la que se prostituyó en su tienda o sobre el de Mathatías, padre de los Macabeos, que también dio muerte a un israelita que quería sacrificar a los dioses falsos.